# فرانک وارتنبرگ
فرانک وارتنبرگ (آلمانی: Frank Wartenberg؛ زادهٔ ۲۹ مهٔ ۱۹۵۵) ورزشکار پرش طول اهل آلمان بود.